# II Геркулесов легион
II Геркулесов легион (лат. Legio II Herculia) — один из легионов поздней Римской империи.
Данное подразделение было создано в конце III по приказу императора Диоклетиана и получило свое прозвище в честь его соправителя Максимиана Геркулия. Вместе с I Юпитеровым легионом оно обороняло дунайскую границу. В течение длительного времени лагерь легиона располагался в Троэзмисе. В 296—298 годах вексилляция легиона принимала участие в персидском походе Галерия. VII и X когорты легиона в 298—299 годах находились в Мавретании Цезарейский, где помогали императору Максимиану подавлять восстания местных племен. Легионеры когорт построили памятник Митре в Ситифисе. В 300 году под руководством препозита Валерия Максимиана вексилляция легиона была отправлена в Херсонес Таврический для защиты от нападения местных племен, в частности сарматов и готов. Здесь до 350 года они обеспечивали оборону границ Боспорского царства.
Notitia Dignitatum (начало V века) сообщает о многочисленных подразделения этого легиона: в Аксиуполе, Инплатейпегиях, Троэзмисе, Барбарике. Основные части охраняли границы Дуная и подчинялись дуксу Скифии.